# Gle Batee Sianeuk
Gle Batee Sianeuk är en kulle i Indonesien.   Den ligger i provinsen Aceh, i den västra delen av landet, 1 800 km nordväst om huvudstaden Jakarta. Toppen på Gle Batee Sianeuk är 143 meter över havet.
Terrängen runt Gle Batee Sianeuk är kuperad åt nordost, men åt sydväst är den platt.Runt Gle Batee Sianeuk är det glesbefolkat, med 18 invånare per kvadratkilometer. I omgivningarna runt Gle Batee Sianeuk växer i huvudsak städsegrön lövskog.